# Cosmosoma rasera
Cosmosoma rasera là một loài bướm đêm thuộc phân họ Arctiinae, họ Erebidae.